# Laval (Bécancour)
Pour les articles homonymes, voir Laval.
Laval est une ancienne municipalité de village du Québec, située dans le comté de Nicolet dans la province de Québec au Canada. Elle a existé de 1909 à 1965, et son territoire est aujourd'hui inclus dans le secteur Sainte-Angèle de la ville de Bécancour.

## Histoire
La municipalité de Laval s'est détachée en 1909 de la municipalité de paroisse de Sainte-Angèle-de-Laval. Elle constituait le noyau villageois de cette paroisse.
Le 17 octobre 1965, le village a été fusionné avec d'autres municipalités pour former la ville de Bécancour qui résultait ainsi de la fusion des villages de Bécancour, de Gentilly, de Larochelle, de Laval et de Villers ainsi que des municipalités de paroisse de Bécancour, de Sainte-Angèle-de-Laval, de Saint-Édouard-de-Gentilly, de Sainte-Gertrude, de Saint-Grégoire-le-Grand et de Très-Précieux-Sang-de-Notre-Seigneur.

## Référence
1. ↑  Laval (village), sur Maires du Québec.
2. ↑  Gouvernement du Québec, « Modification aux municipalités du Québec », Historique des modifications aux municipalités du Québec : Période 1961-1990,‎ 1er septembre 2006, p. 139 (ISSN 1715-6408, lire en ligne)